# Tasata chiloensis
Tasata chiloensis là một loài nhện trong họ Anyphaenidae.
Loài này thuộc chi Tasata. Tasata chiloensis được M. J. Ramírez miêu tả năm 2003.